# 比企能员
比企能員（？—1203年），別名藤四郎，日本平安時代末期、鎌倉時代初期武將，鎌倉幕府有力御家人。為幕府初代將軍源賴朝乳母比企尼的猶子。源賴朝去世後成為十三人合議制的一員。

## 生平
比企能員很早便加入源賴朝陣營，於討伐平家（源平合戰）、奧州藤原氏（奧州合戰）及大河兼任之亂等戰役中皆立有戰功。其女若狹局為二代征夷大將軍源賴家之妻，生源賴家嫡子一幡，然將軍母族北條氏卻欲擁立源賴家之弟千幡（源實朝）為將軍繼承人，兩家為此爭執不斷。
建仁3年（1203年）8月，源賴家病危。《吾妻鏡》記載比企能員企圖發動兵變討伐北條氏並一舉獲得幕府的掌控權，但計畫遭洩漏，比企能員被北條氏設下的陷阱反殺。隨後幕府軍攻破一幡的宅邸小御所，盡滅比企氏全族，年幼的一幡也死於其中。（比企能員之變）